# Hennes kungarike (1937)
Hennes kungarike är en brittisk film från 1937.

## Handling
En biografi om Viktoria I av Storbritanniens första år som regent och giftermålet med Prins Albert.

## Om filmen
Filmen är inspelad i studio i Denham, Buckinghamshire. Den hade världspremiär i USA den 28 augusti 1937.

## Rollista (urval)
- Anna Neagle - Viktoria I av Storbritannien
- Anton Walbrook - Prins Albert
- Walter Rilla - Ernst I av Sachsen-Coburg-Gotha
- H.B. Warner - Lord Melbourne